# Mercat de la Concepció
Le marché de la Conception (en catalan : Mercat de la Concepció), aussi connu comme marché aux fleurs, est un marché couvert situé dans le quartier de l'Eixample à Barcelone (Espagne). Il a été projeté par l'architecte Antoni Rovira i Trias (qui avait déjà bâti antérieurement le Marché de Sant Antoni). Sa construction a commencé en 1887, en étant inauguré en 1888. Il possède une surface de 4010 m². Le bâtiment est catalogué comme bien culturel d'intérêt local.

## Description
Le bâtiment est un exemple de l'architecture métallique à trois nefs. En plus, le toit original est conservé, avec ses tuiles plates de couleurs.
Il a été restauré entre 1996 et 1998, créant notamment un espace de stationnement souterrain.

## Articles connexes

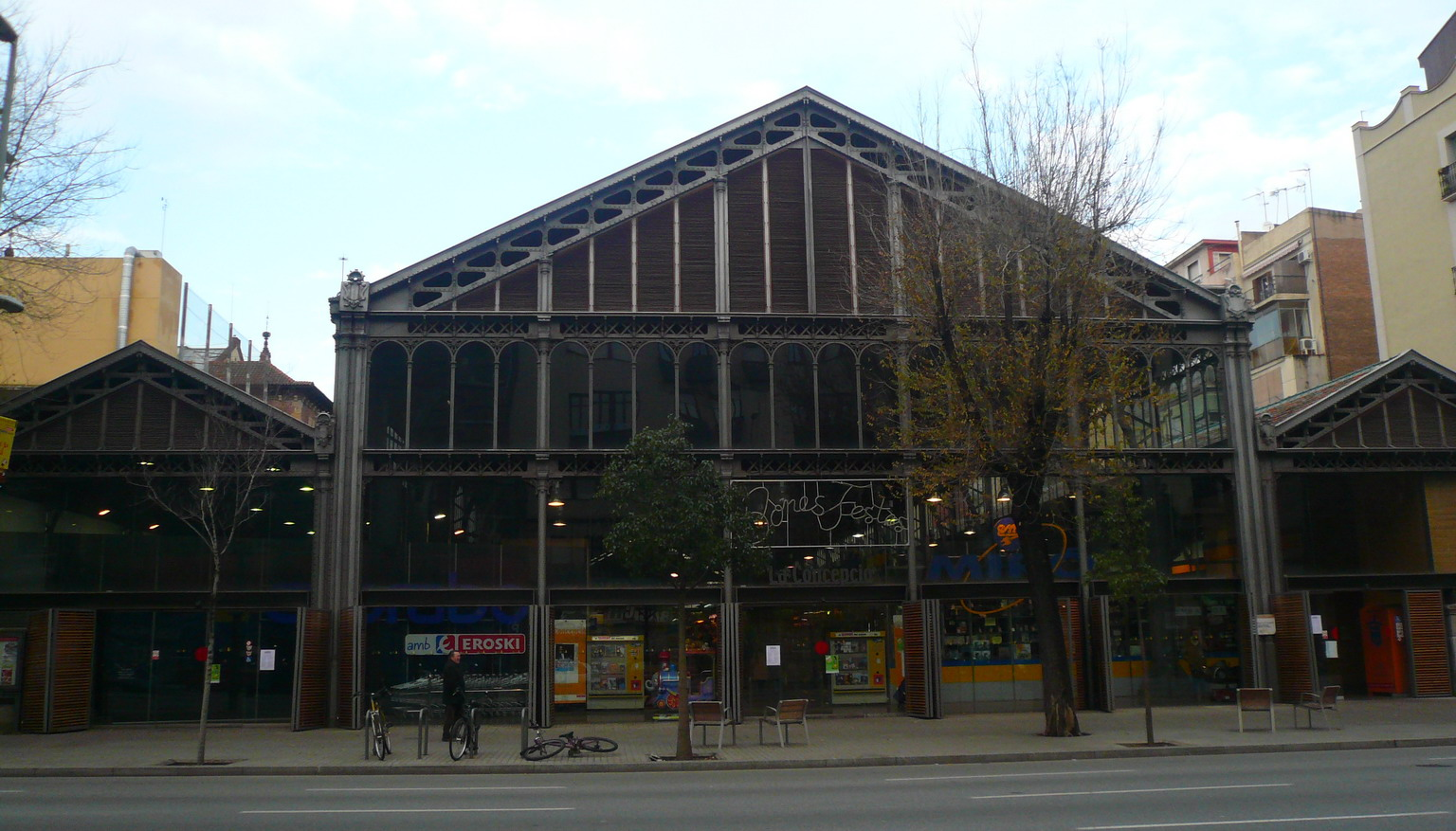
Le marché de la Concepcion

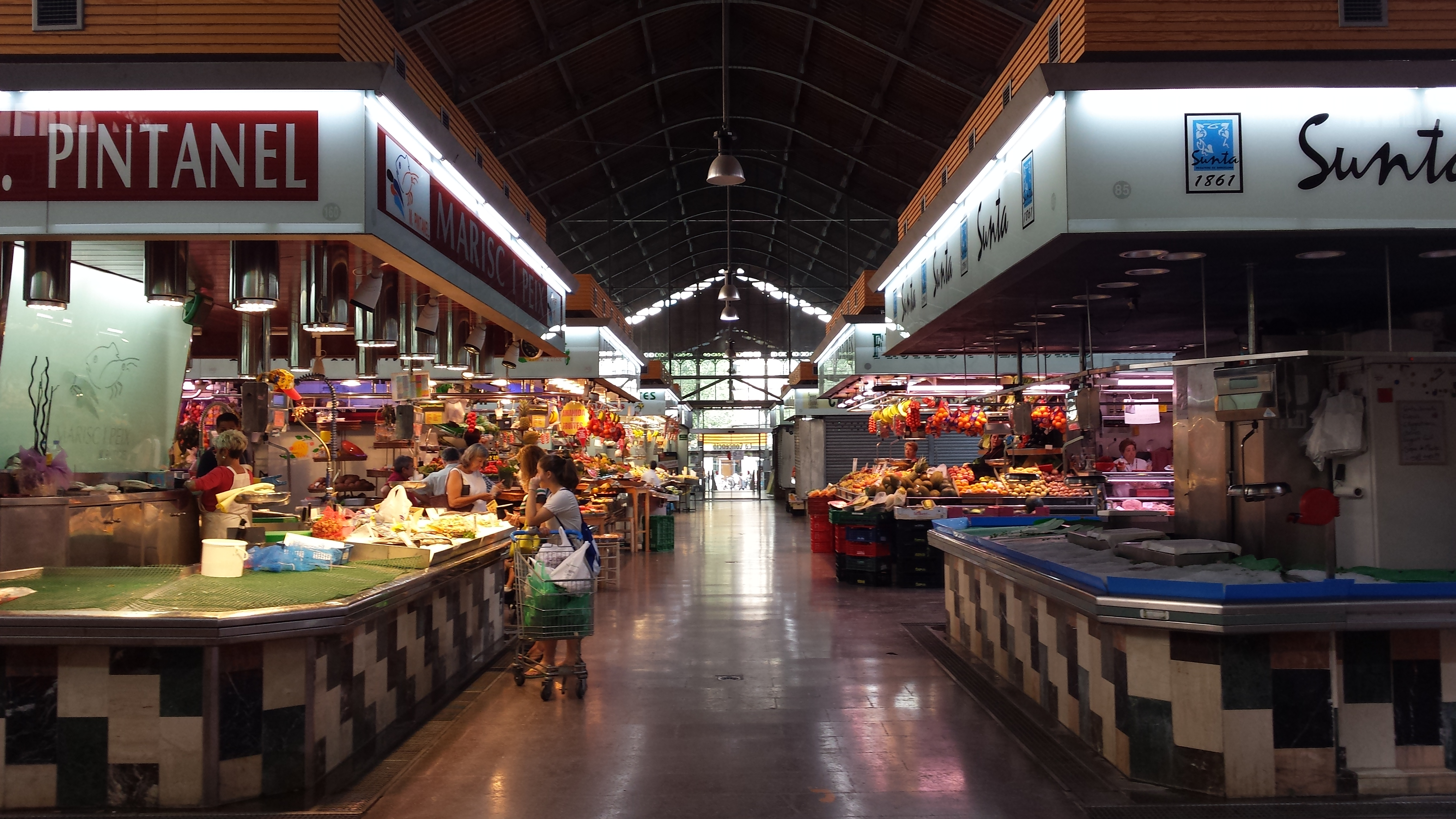
Stands dans le marché.

## Source de traduction
- (es) Cet article est partiellement ou en totalité issu de l’article de Wikipédia en espagnol intitulé « Mercado de la Concepción » (voir la liste des auteurs).